# Guy Smith (voetballer)
Guy Smith (Leidschendam, 8 maart 1996) is een Nederlands voetballer die als verdediger voor ADO Den Haag speelde.

## Carrière
Guy Smith speelde in de jeugd van Voorschoten '97 en ADO Den Haag. Hier maakte hij zijn debuut in het betaald voetbal op 24 oktober 2014, in de met 2-0 gewonnen thuiswedstrijd in de Eredivisie tegen FC Dordrecht. Hij kwam in de 89e minuut in het veld voor Mathias Gehrt. Na het seizoen 2014/15 vertrok hij naar amateurclub vv Noordwijk. In 2017 keerde hij terug bij ADO Den Haag, waar hij een jaar in Jong ADO speelde. Hij zat ook eenmaal op de bank bij het eerste elftal, in de met 1-2 gewonnen uitwedstrijd tegen SBV Excelsior op 16 maart 2018. Na een seizoen bij ADO keerde hij weer terug naar Noordwijk.

### Statistieken
| Seizoen                      | Club           | Land           | Competitie         | Competitie | Competitie | Beker | Beker | Totaal | Totaal |
| Seizoen                      | Club           | Land           | Competitie         | Wed.       | Dlp.       | Wed.  | Dlp.  | Wed.   | Dlp.   |
| ---------------------------- | -------------- | -------------- | ------------------ | ---------- | ---------- | ----- | ----- | ------ | ------ |
| 2014/15                      | ADO Den Haag   | Nederland      | Eredivisie         | 1          | 0          | 0     | 0     | 1      | 0      |
| 2017/18                      | ADO Den Haag   | Nederland      | Eredivisie         | 0          | 0          | 0     | 0     | 0      | 0      |
| 2018/19                      | vv Noordwijk   | Nederland      | Derde divisie zat. | 18         | 0          | 3     | 0     | 21     | 0      |
| 2019/20                      | vv Noordwijk   | Nederland      | Tweede divisie     | 5          | 0          | 0     | 0     | 5      | 0      |
| Carrièretotaal               | Carrièretotaal | Carrièretotaal | Carrièretotaal     | 24         | 0          | 3     | 0     | 27     | 0      |
| Bijgewerkt op 9 oktober 2019 |                |                |                    |            |            |       |       |        |        |